# Ibassi-ili
Ibašši-ilī  was ca. 1264 grootvizier en onderkoning van het nieuwe Assyrische vazalvorstendom Hanigalbat.
Hij was een jongere zoon van koning Adad-nirari I van Assyrië en hij werd door zijn broer Salmanasser I met de taak belast de nieuwe gebieden die Assyrië van de verslagen Mitanni verkregen had te koloniseren. Hij is daarmee de stamvader van een zijtak van de koninklijke familie die met zijn achterachterkleinzoon Ninurta-apil-ekur uiteindelijk de Assyrische troon zou bestijgen. Er is van zijn bewind over Hanigalbat niet veel bekend en hij werd waarschijnlijk spoedig opgevolgd door zijn zoon Qibbi-aššur.